# Masterchef Australia
Masterchef Australia är den australiska versionen av mattävlingsprogrammet Masterchef och sänds på Network Ten. Programmet har därefter visats med svensk undertext på TV3 och TV8. Den första säsongen sändes mellan 27 april 2009 och 19 juli 2009, vinnare blev Julie Goodwin, följt av Poh Ling Yeow programledare var då Sarah Wilson. Andra säsongen hade premiär 19 april 2010 och avslutades 17 juli 2010 med Nick McKay som kommentatorröst och Gary Mehigan och George Calombaris som programledare. Vinnare då blev Adam Liaw, följt av Callum Hann. En tredje säsong har producerats.

## Celebrity MasterChef Australia
Celebrity MasterChef Australia hade premiär 30 september 2009, med Gary Mehigan, George Calombaris och Matt Preston som domare och sändes på Network Ten. Programledare var Gary Mehigan och George Calombaris.

## Junior MasterChef Australia
Junior MasterChef Australia kommer sändas under 2010 på Network Ten.